# Boris Awramowitsch Kusnezow
Boris Awramowitsch Kusnezow (russisch Бори́с Авра́мович Кузнецо́в; * 19. März 1944 in Kirow) ist ein russischer Rechtsanwalt. Er arbeitete ursprünglich 20 Jahre als Kriminalkommissar bei der Polizei und wurde erst später Rechtsanwalt, wobei er durch die Vertretung bzw. Verteidigung in spektakulären und international bekannten Rechtsfällen auf sich aufmerksam machte. Seit 2007 befindet er sich aus Furcht vor möglichen Nachstellungen des russischen Geheimdienstes im US-amerikanischen Exil.

## Bekannte Rechtsfälle
Boris Kusnezow vertrat in Russland konträre Mandate und erlangte durch seine Tätigkeit relativ großen Wohlstand.
So vertrat er den Konteradmiral Juri Klimtschugin, der laut Gerichtsurteil ein Schiffsdock um 4,515 Millionen US-Dollar unter dem Marktwert verkauft haben soll, 2002 den der Spionage bezichtigten Wissenschaftler Igor Wjatscheslawowitsch Sutjagin und den Ex-Berater des früheren russischen Präsidenten Boris Jelzin, Pawel Pawlowitsch Borodin, gegen den die Schweiz die Auslieferung beantragt hatte, weil ihm vorgeworfen wurde, in eine Bestechungsaffäre um zwei schweizerische Baufirmen verwickelt und an der Geldwäsche von 25 Millionen Dollar beteiligt gewesen zu sein.
Er verteidigte 1991 den KGB-Generalmajor Oleg Kalugin in einem Verfahren gegen den sowjetischen Parteichef Michail Gorbatschow, den früheren Vizevorstandschef der Unikumbank, Andrej Gloriosow, der etwa 231 Millionen US-Dollar unterschlagen haben soll, die für die Kreditierung Indiens beim Kauf von MiG-29-Kampfflugzeugen bestimmt waren, und die Menschenrechtlerin Manana Aslamasjan, Leiterin der aus dem Westen finanzierten unabhängigen Stiftung Internews, wie auch später die Familie der ermordeten Journalistin Anna Politkowskaja. Dieses Mandat wurde nach der Flucht von Boris Kusnezow von Anna Stawizkaja (* 1972) übernommen.
Der bekannteste Fall war vermutlich die 2001 bis 2006 erfolgte Vertretung von 55 Hinterbliebenen im Fall des Mitte August 2000 in der Barentssee gesunkenen Atom-U-Bootes Kursk gegen das Oberkommando der Russischen Seekriegsflotte, wobei es nicht um die materielle Entschädigung ging, sondern die vollständige Aufklärung des Untergangs des U-Bootes.

## Gründe für die Flucht und Exil
Boris Kusnezow vertrat 2006 den ehemaligen Bundessenator aus der Provinz Kalmückien, Lewon Tschachmachtschjan, der im Februar verhaftet und verdächtigt wurde, auf betrügerischem Wege 300.000 Dollar vom Chef der Transaero Airlines erhalten und weitere 1,2 Mio. Dollar in Aussicht gestellt bekommen zu haben. Boris Kusnezow beantragte als dessen Rechtsanwalt beim russischen Verfassungsgericht, die Entscheidung des Obersten Gerichts vom 23. Mai 2006, Tschachmachtschjan abhören zu dürfen, als gesetzeswidrig zu erkennen. Das Gericht wies den Antrag Kusnezows wegen Unzuständigkeit zurück und übermittelte Unterlagen dem russischen Geheimdienst. Kurz darauf wurde Kusnezows Anwaltsimmunität aufgehoben und er selbst am 11. Juli wegen der Preisgabe von Staatsgeheimnissen angeklagt.
Die Moskauer Rechtsanwaltskammer stellte sich hinter Kusnezow und deren Präsident, Genri Resnik, erklärte, dass Kusnezow überhaupt kein Staatsgeheimnis verraten habe, seine Verfolgung sei ausschließlich „politischer Natur“, „eine Rache an einem unbequemen Anwalt und gleichzeitig eine Botschaft an alle russischen Anwälte“.